# Reinas – Die Königinnen
Reinas – Die Königinnen (Originaltitel: Reinas) ist ein Spielfilm von Klaudia Reynicke aus dem Jahr 2024. Das autobiografisch inspirierte Familiendrama stellt eine peruanische Mutter und ihre beiden Töchter in den Mittelpunkt, die Anfang der 1990er-Jahre beschließen, in die USA auszuwandern. Die Hauptrollen übernahmen Abril Gjurinovic, Luana Vega und Jimena Lindo. Die internationale Koproduktion zwischen der Schweiz, Peru und Spanien wurde im Januar 2024 im Rahmen des 40. Sundance Film Festivals uraufgeführt. Die europäische Premiere fand einen Monat später bei der 74. Berlinale statt.

## Handlung
Peru im Sommer 1992: Die Hauptstadt Lima ist umgeben von sozialem und politischem Chaos. Daraufhin hat Elena beschlossen, mit ihren jugendlichen Töchtern Lucía und Aurora das Land zu verlassen und in die USA zu ziehen. Sie hat ein Jobangebot im US-Bundesstaat Minnesota angenommen. Kurz bevor sie von ihrer Heimat Abschied nehmen, kommt es für die Mädchen zur Wiederbegegnung mit ihrem entfremdeten Vater Carlos, der sich von Elena hat scheiden lassen. Sie können nur ihre Mutter begleiten, wenn dieser ein Dokument unterschreibt. Bevor er dies tut, möchte Carlos Zeit mit seinen Töchtern verbringen. Der Aufbruch in ein neues Land führt bei Lucía und Aurora zu gemischten Gefühlen. Die ältere Aurora hat Bedenken, Peru zu verlassen.

## Hintergrund
Reinas ist der dritte Langfilm der schweizerisch-peruanischen Regisseurin und Drehbuchautorin Klaudia Reynicke. Sie wuchs in Peru, der Schweiz und den USA auf.

## Veröffentlichung und Rezeption
Reinas wurde am 22. Januar 2024 im Rahmen des Sundance Film Festivals uraufgeführt. Dort wurde das Werk in den Hauptwettbewerb für ausländische Spielfilme eingeladen. Die europäische Premiere fand am 17. Februar 2024 bei der 74. Berlinale statt. Dort wurde der Film in die Sektion Generation Kplus aufgenommen.
In ihrem Online-Katalog priesen die Veranstalter des Festivals von Sundance den Beitrag als „emotionale Reise, die den Zuschauer in das Lima der 1990er-Jahre“ versetze, an. Herausgestellt wurden die schauspielerischen Leistungen von Jimena Lindo als Elena und von Abril Gjurinovic als Lucía. In der offiziellen Pressemeldung zur Sektion Generation lobten die Berlinale-Veranstalter Reinas als „vielschichtiges, autobiografisch inspiriertes Bild eines familiären Moments, in dem sich nicht nur die politische Landschaft entscheidend“ verändere.

## Auszeichnungen
Reinas erhielt beim Sundance Film Festival 2024 eine Einladung in den Wettbewerb um den Hauptpreis für den besten ausländischen Spielfilm. Im Rahmen seiner Aufnahme in die Panorama-Sektion der Berlinale 2024 ist das Werk automatisch für deren Hauptpreis nominiert.
Im Februar 2024 erhielt den Film bei der Berlinale den Großen Preis der Internationalen Jury für den Besten Film in der Sektion Kplus. Beim Schweizer Filmpreis 2025 wurde er zum Besten Spielfilm ausgezeichnet.
Reinas wird die Schweiz bei der Oscarverleihung 2025 in der Kategorie Bester internationaler Film vertreten.